# Polenlager
|  | Dieser Artikel oder Abschnitt wurde wegen inhaltlicher Mängel auf der Qualitätssicherungsseite der Redaktion Geschichte eingetragen (dort auch Hinweise zur Abarbeitung dieses Wartungsbausteins). Dies geschieht, um die Qualität der Artikel im Themengebiet Geschichte auf ein akzeptables Niveau zu bringen. Dabei werden Artikel gelöscht, die nicht signifikant verbessert werden können. Bitte hilf mit, die Mängel dieses Artikels zu beseitigen, und beteilige dich bitte an der Diskussion! |

Die Polenlager waren mindestens 26 von der SS oder dem Sicherheitsdienst der SS errichtete Lager auf dem Gebiet Oberschlesiens, und dem Dombrowaer Kohlebecken. Vier der ehemaligen Lager liegen heute auf dem Gebiet Tschechiens. Sie dienten als Haftstätten für eine zeitlich unbegrenzte Haft derjenigen Polen, die ihres Eigentums beraubt und aus ihren Häusern vertrieben wurden. In den Polenlagern wurden sie entweder in unmittelbarer Lagernähe oder in der deutschen Industrie als Zwangsarbeiter eingesetzt.

## Geschichte
In Oberschlesien und dem Dombrowaer Kohlebecken sollten im Rahmen einer Heim-ins-Reich-Aktion Deutschstämmige aus Bessarabien, der Bukowina und Litauen angesiedelt werden. Der Leiter des Hauptstabsbüros des Reichskommissars für die Festigung des deutschen Volkstums, SS-Obergruppenführer Ulrich Greifelt, informierte Heinrich Himmler über Schwierigkeiten bei deren Unterbringung und schlug vor, Polen aus den in das Dritte Reich eingegliederten Gebieten an das Generalgouvernement Warschau auszuweisen. Himmler beschloss Mitte 1942 in Oberschlesien ein System von Lagern für Polen unter dem Namen „Polenlager“ zu errichten. Die Verwaltung dieser Lager wurde dem Hauptamt Volksdeutsche Mittelstelle übertragen,  das unter der Leitung von SS-Obergruppenführer Werner Lorenz stand und über ein umfangreiches Netz von Umsiedlungslagern für im Rahmen der Aktion „Heim ins Reich“ umgesiedelte Deutsche verfügte. Basierend auf Zeugenaussagen und erhaltenen Dokumenten haben Historiker festgestellt, dass die Zahl der Insassen sich auf jeweils 200 Personen in kleineren und etwa 1200 in größeren Lagern belief.

## Lagerstätten
- Polenlager 4 in Dąbrówka Mała (Eichenau)
- Polenlager 7 in Ruda Śląska (Schlesisch Ruda, auch Ruda O.S.) und Kochłowice (Kochlowitz)
- Polenlager 10 und 11 Siemianowice Śląskie (Siemianowitz)
- Polenlager 28 in Orzesze (Orzesche)
- Polenlager 32 in  Bohumín (Oderberg) in Tschechien
- Polenlager 40 in Fryštát (Freistadt) in Tschechien
- Polenlager 41 in Petrovice u Karviné (Petrowitz bei Freistadt) in Tschechien
- Polenlager 56 in Lyski (Lissek)
- Polenlager 58 in Pszów (Pschow)
- Polenlager 63 in Czechowice-Dziedzice (Tschechowitz-Dzieditz)
- Polenlager 75 in Racibórz Strzelnica (Ratibor)
- Polenlager 82 in Pogrzebień (Pogrzebin)
- Polenlager 83 in Dolní Benešov (Markt Beneschau) in Tschechien
- Polenlager 85 in Korfantów (Friedland)
- Polenlager 86 in Otmuchów (Ottmachau)
- Polenlager 92 in Kietrz (Katscher)
- Polenlager 93 in Gliwice Sobieszowice (Gleiwitz)
- Polenlager 95 in Żory (Sohrau)
- Polenlager 97 in Rybnik
- Polenlager 168 in Gorzyce (Groß Gorschütz)
- Polenlager 169 in Kolonia Fryderyka in Gorzyczki (Klein Gorschütz)
- Polenlager 188 in Piekary Śląskie (Deutsch Piekar)
- Polenlager 189 in Zawiść (Zawisc)
- Polenlager 209 in Chorzów (Königshütte)
- Polenlager Tichau in Tychy (Tichau)
- Polenlager Friedland in Mieroszów  (Friedland in Niederschlesien)
- Gefangenenlager Skrochowitz in Skrochovice (Skrochowitz) in Tschechien

## Nachkriegsentwicklung
Nach Kriegsende wurden die Lager für Polen im Rahmen des achten Nürnberger Prozesses Gegenstand einer Untersuchung. Die Volksdeutsche Mittelstelle wurde dabei als eine von vier kriminellen Organisationen innerhalb der SS angeklagt.